# Neu-Anspach

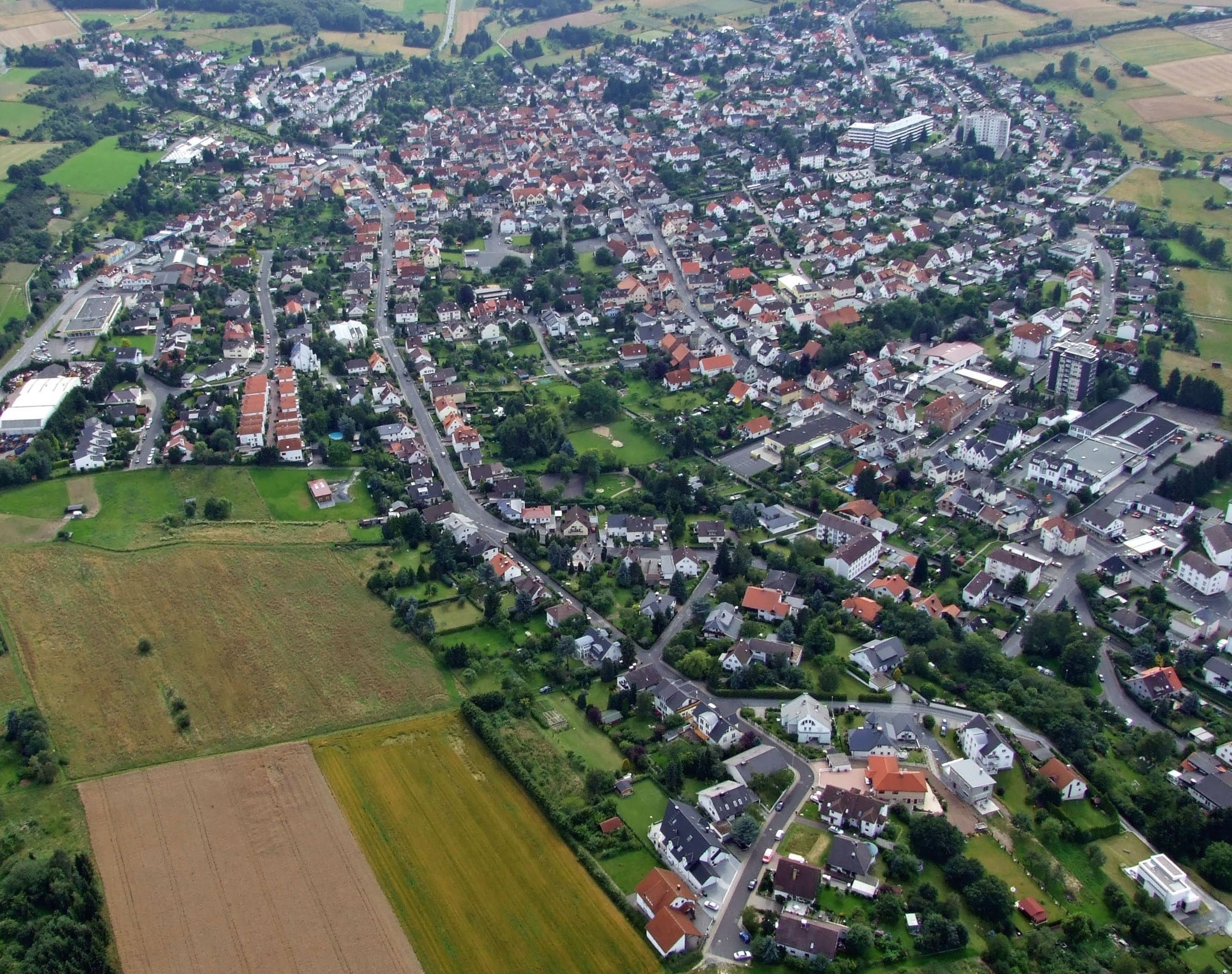
Neu-Anspach

Neu-Anspach – miasto w Niemczech, w kraju związkowym Hesja, w rejencji Darmstadt, w powiecie Hochtaunus.
Najmłodsze miasto kraju związkowego, posiada prawa miejskie od 30 października 2007.

## Współpraca
Miejscowości partnerskie:
- Saint-Florent-sur-Cher, Francja
- Šentjur, Słowenia
- Thalgau, Austria